# Baloghiella prima
Baloghiella prima är en kvalsterart som beskrevs av Bulanova-Zachvatkina 1960. Baloghiella prima ingår i släktet Baloghiella och familjen Haplozetidae. Inga underarter finns listade.